# Holandia na Zimowych Igrzyskach Paraolimpijskich 1988
Holenderska reprezentacja na Zimowych Igrzyskach Paraolimpijskich 1988 liczyła 8 sportowców (6 mężczyzn i 2 kobiety) występujących w trzech rozgrywanych dyscyplinach.

## Medale
Na tych igrzyskach paraolimpijskich żadnemu zawodnikowi nie udało się zdobyć medalu.

## Skład reprezentacji

### Biegi narciarskie
- Tineke Hekman
- Jan Visser

### Łyżwiarstwo szybkie na siedząco
- Johan Balder
- Willem Hofma
- Gerda Lampers
- Arthur Overtoom

### Narciarstwo alpejskie
- Wiel Bouten
- Karel Hanse